# Chlebowice Wielkie
Chlebowice Wielkie (ukr. Великі Глібовичі) – wieś w rejonie lwowski (do 2020 roku w rejonie przemyślańskim) obwodu lwowskiego. Miejscowość liczy 1973 mieszkańców.
Znajdują się tu stacja kolejowa Chlebowice oraz przystanki kolejowe 33 km i 40 km, położone na linii Lwów – Czerniowce.

## Historia
Pod koniec XIX w. wieś w powiecie bóbreckim. 
W 1888 r. wzniesiono tu murowany kościół pw. Świętego Krzyża, a w 1911 r. erygowano parafię rzymskokatolicką.
Pod koniec XIX w. częścią wsi były Lachowice.
W II Rzeczypospolitej miejscowość była siedzibą gminy wiejskiej Chlebowice Wielkie w powiecie bóbreckim województwa lwowskiego. W 1931 r. wieś liczyła prawie 3 tys. mieszkańców, z których Polacy stanowili ok. 40%. W czasie II wojny światowej działała tu polska samoobrona. W różnych okolicznościach nacjonaliści ukraińscy z OUN-UPA zamordowali 33 Polaków, w tym ks. proboszcza Mariana Klonowskiego, kapelana Wojska Polskiego.
W Chlebowicach Wielkich urodzili się Wiktor Ślepowron Kamieński, Władysław Tarała, a zmarł Julijan Hołowinskyj.